# Tarekeyi Edogi
Tarekeyi Andrew "T. K." Edogi (Queens (New York), 21 de febrero de 1994) es un jugador de baloncesto estadounidense que actualmente se encuentra sin equipo. Con 2,03 metros de estatura, juega en la posición de ala-pívot.

## Trayectoria deportiva
Realizó su andadura universitaria en los Tulsa Golden Hurricane en la que jugó durante 3 temporadas y una en los Iona Gaels. Tras no ser elegido en el Draft de la NBA de 2018, llegó a Bélgica para jugar en las filas del Kangoeroes Basket Mechelen con el que jugó 5 partidos y en diciembre de 2018 fichó por el Sakarya BB de la TBL.